# Ursus americanus floridanus
L'orso nero della Florida (Ursus americanus floridanus) è una sottospecie di orso nero endemico della Florida, della Georgia meridionale, dell'Alabama e del Mississippi.

## Descrizione
Gli orsi neri della Florida sono tipicamente grossi e dotati di pelliccia nera e lucida, una coda corta, e un alone marrone sul muso. Il colore del pelo muta durante l'estate, arrivando sembrare quasi marrone.  Presentano Una macchia bianca sul petto, riscontrata in circa il 30% della popolazione. È il secondo mammifero terrestre più grande della Florida (dietro il bisonte americano che si trova ancora nel Paynes Prairie Preserve State Park), con i maschi che pesano in media 140 kg; il maschio più grande conosciuto pesava 340 kg ed è stato trovato nella contea di Seminole. La femmina più grande conosciuta pesava 180 kg ed è stata trovata nella contea di Liberty. In media gli adulti sono lunghi compresa tra i 120 e i 180 cm, e alti 110 cm di al garrese. Sui piedi hanno artigli corti, curvi e non retrattili su ciascuna delle cinque dita. Hanno occhi piccoli e orecchie rotonde ed erette.

## Distribuzione
Gli orsi neri della Florida vivono principalmente nelle aree boschive e sono comuni nelle macchie di pini, di querce, nelle foreste di latifoglie montane e nelle zone boscose umide. Gli orsi neri nel sud della Florida sono l'unica sottospecie di orso nero americano che si sono adattati a vivere in una regione subtropicale . In misura minore, abita anche le praterie secche e le foreste tropicali.
Di recente, ha subito una riduzione dell'habitat in tutto lo stato a causa dell'aumento dello sviluppo umano, nonché delle modifiche all'interno del loro habitat.

## Ecologia
Gli orsi neri sono animali timidi e solitari, tranne quando le femmine hanno cuccioli dipendenti o durante la stagione degli amori. Nonostante ciò, non sono animali territoriali e in genere non difendono il loro areale da altri esemplari, ma difenderanno una fonte di cibo da possibili contendenti. Usano vari mezzi per esprimere le loro emozioni tra cui vocalizzazioni, linguaggio del corpo e odori. Gli orsi neri sono dotati di una buona vista (soprattutto a distanza ravvicinata), un udito acuto e un eccellente senso dell'olfatto che si ritiene sia il migliore di qualsiasi mammifero terrestre.

### Riproduzione
Le femmine raggiungono la maturità sessuale verso i tre o quattro anni di età. La riproduzione avviene da metà giugno a metà agosto. Gli orsi neri subiscono un impianto ritardato , in cui le uova fecondate cessano temporaneamente lo sviluppo, galleggiando liberamente nell'utero senza fino alla fine di novembre o dicembre. Questo adattamento consente agli orsi di sincronizzare la riproduzione con i cicli alimentari annuali. Livelli nutrizionali ridotti causati da una scarsa produzione di ghiande o bacche possono comportare un ritardo nella prima riproduzione, una diminuzione delle dimensioni della cucciolata e una maggiore incidenza di femmine sterili.  Le femmine riproduttive entrano nelle tane invernali da metà a fine dicembre ed emergono da inizio a metà aprile dopo un periodo medio di dormiveglia che va dai 100 ai 113 giorni. La gestazione effettiva dura 60 giorni e i cuccioli nascono tra la fine di gennaio e la metà di febbraio. Alla nascita, i sono parzialmente pelosi ma ciechi e sdentati. La crescita neonatale è rapida e i cuccioli pesano da sei a otto libbre quando lasciano la tana a circa dieci settimane di età. I cuccioli stanno con la madre e possono rifugiarsi con lei l'anno successivo. La separazione dalla madre di solito avviene tra maggio e luglio, quando i cuccioli hanno dai 15 ai 17 mesi. Le femmine generalmente formano un areale che si sovrappone al loro areale natale, mentre i giovani maschi si dirigono verso nuove aree.

## Dieta
Gli orsi neri della Florida sono onnivori. La loro dieta consiste per l'80% di piante, il 15% di insetti e il 5% di carne, di solito costituita da carogne. La loro dieta varia notevolmente con le stagioni, probabilmente perché molte delle loro specie preferite di flora e fauna sono stagionali.
In primavera consumano principalmente le specie palme, cinghiali, calabroni e formiche. In estate si nutrono principalmente di palme appuntite, bacche nere, lamponi, more e insetti stecco. In autunno mangiano tupelo di palude, bacche, api, vespe e armadilli.